# Vicente Santos
Vicente Santos (ur. ?) – mozambicki lekkoatleta.
Reprezentował swój kraj w biegu na 1500 metrów na Letnich Igrzyskach Olimpijskich 1980, zajmując 9. miejsce.